# 印地他什达坂

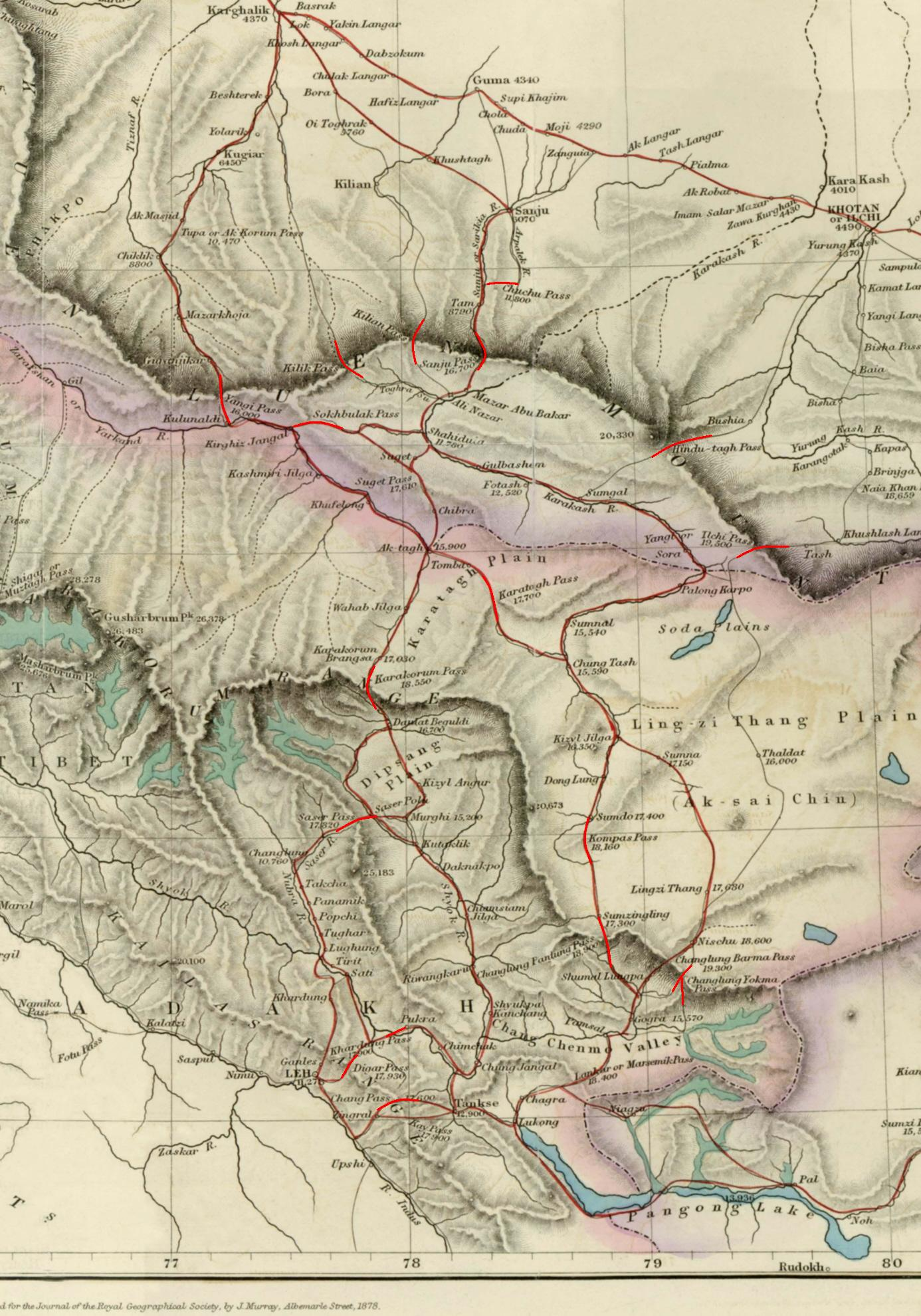
1878 年的地图详细信息，显示了新疆的大红柳滩、印地他什达坂、康西瓦、三十里营房、赛图拉哨所、柯克阿特达坂(黑卡子达坂)、赛力亚克达坂(麻扎达坂)和和田以及英属印度北部边界区域（包括克什米尔区域）。国界以紫色和粉红色的双色显示。达坂(山口)以鲜红色显示。警告纬度/经度信息并非处处正确。

印地他什达坂，又称印地他什山口，是中国新疆西部的一座历史山口。山口穿过昆仑山脉，连接喀拉喀什河河谷的康西瓦和普夏达里亚河河谷的普夏村。(36°23′0″N 79°0′0″E / 36.38333°N 79.00000°E )。它还连接到通往和田市的道路。
 580国道正在建设中，计划将康西瓦与和田市直接连接起来。自和田市—朗如乡，经过墨玉县阿提塔克亚兴建阿提塔克亚隧道穿越阿提塔克亚达坂，在(K158+418)处拟规划建庞纳子水库(36°33′00″N 79°03′18″E / 36.55000°N 79.05500°E)，海拔高度2450-2500m。测量时水位为2278.52m，水库规划蓄水位为2440m。在(K168+610)处兴建庞纳子大桥橫越普夏达里亚河，在印地他什达坂兴建昆仑山隧道穿越印地他什达坂，国道最后终点在康西瓦。
和康公路将在印地他什达坂兴建昆仑山隧道穿越印地他什达坂，向北经过无数发夹弯连接普夏村，向南经过无数发夹弯在康西瓦后与新藏公路 219国道连接。隧道计划将于2022年完成贯通。